# Nomada graenicheri
Nomada graenicheri är en biart som beskrevs av Cockerell 1905. Nomada graenicheri ingår i släktet gökbin, och familjen långtungebin. Inga underarter finns listade i Catalogue of Life.